# Succubus

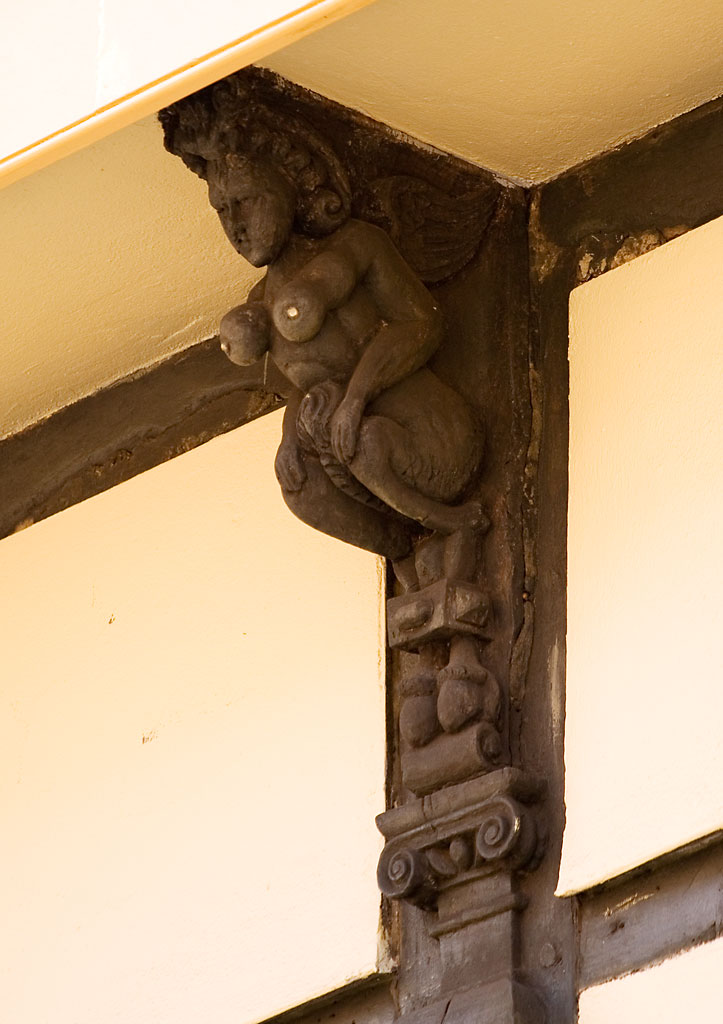
Succubus, Holzschnitzerei (16. Jahrhundert) in einem Gasthof in Cambridge

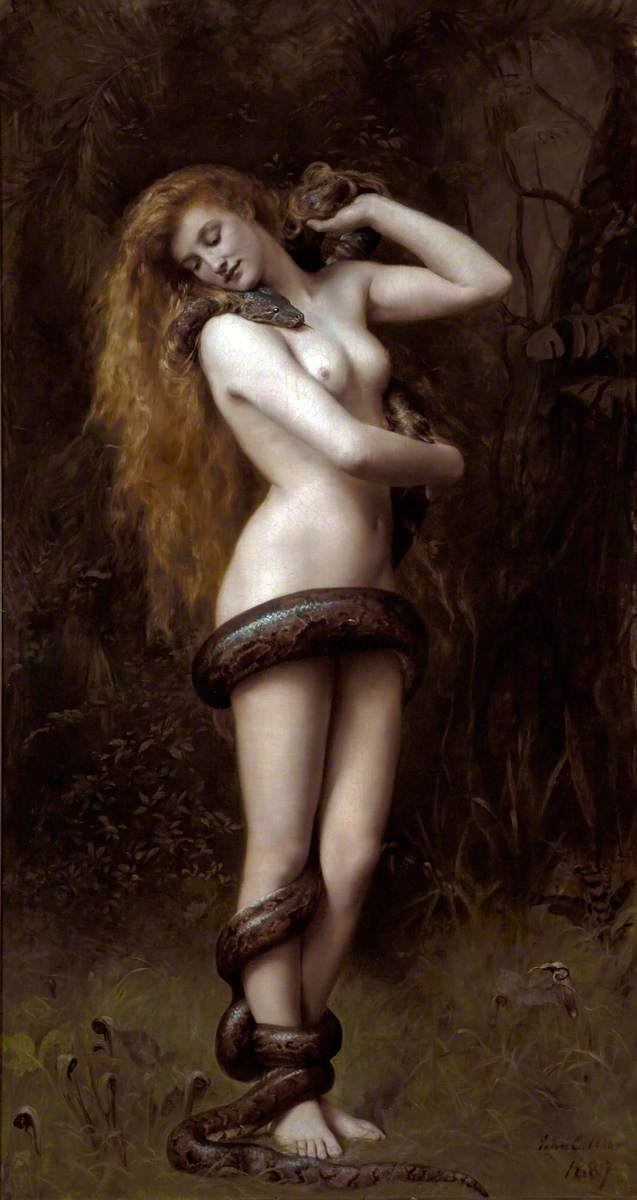
Lilith (John Collier, 1892)

Ein Succubus (auch Sukkubus oder Sukkuba, Plural: Succuben bzw. Sukkuben, von lateinisch: succumbere ‚unten liegen‘) ist ein weiblicher, besonders schöner und lüsterner Dämon oder eine Buhlteufelin, der bzw. die sich einen Mann sucht, um mit ihm geschlechtlich zu verkehren.
Es ist das weibliche Gegenstück zum männlichen Incubus.

## Herkunft und Beschreibung
Der Succubus ist eine verführerische Erscheinung und von bestrickendem Zauber, und Succuben treten wie wunderschöne, gütige, menschenähnliche Wesen auf. Trotz ihrer vertrauenerweckenden und freundlichen Anmutung besitzen Succuben – in manchen Quellen – zwei fledermausähnliche Flügel, einen spitzen Schwanz und Hörner.
Laut Cambridge Dictionary handelt es sich beim Succubus um einen weiblichen Dämon mit Interesse an Sex mit schlafenden Männern und das Gegenstück zum Incubus.
Im Hexenhammer (1486) kommt außerdem Samenraub hinzu – den der Verführte allerdings verschläft. Jedoch kann es anschließend nur zu einer Zeugung kommen, wenn ein entsprechender Incubus zeitnah dafür sorgt, dass der entwendete Same des Mannes einer menschlichen Frau zugeführt wird. Da Gott jedoch stärker ist als der Teufel, ist der Ablauf darüber hinaus nur mit göttlicher Billigung möglich, wie Jakob Sprenger im Abschnitt über die Zeugungsfähigkeit von Incubi und Succubi erörtert.
Die älteste Erwähnung von Dämonen dieser Art stammt aus Mesopotamien, unter den Bezeichnungen Lilu und Lilutu oder auch Ardat Lili und Irdu Lili, als Dämonen, die Menschen im Schlaf in Form von erotischen Träumen erscheinen. Diese Vorstellung findet sich auch in der jüdischen und christlichen Mythologie (jedoch nicht in der Thorah oder der Bibel): Eva sei nicht die erste Frau gewesen; als Mann und Weib wurde der Mensch geschaffen, und der Mann hieß Adam, und das Weib hieß Lilith. In der Bibel wird sie nur einmal kurz erwähnt, doch die jüdische Tradition kennt zahlreiche Überlieferungen über Adams erste Frau: Als dämonisch-schönes Wesen wird sie beschrieben, das als Succubus Männer im Schlafe verführe. Als eifersüchtig-rächende Dämonin trachte sie, Neugeborene zu töten. Im Faust III verfällt Faust der weiblichen Buhlteufelin Helena und wird aus Eifersucht zu Mord getrieben. In der jungianischen Archetypenlehre ist der Succubus der dunkle weibliche Aspekt des Mannes, der zum Komplex der Anima-Vorstellung gehöre.

## Rezeption als literarische Figur
- Honoré de Balzac: Der Sukkubus. Eine Hexen-Geschichte

## Film
- Sukkubus – Den Teufel im Leib (1989)
- Die kanadische Fernsehserie Lost Girl: Die Hauptfigur ist ein Succubus namens Bo, die unter Menschen aufgewachsen ist und diese beschützt.
- In den Anime-Serien Shinmai Maō no Testament und Rosario + Vampire ist eine der Hauptfiguren ein Succubus.
- South Park: Der Chefkoch wird von einem Succubus verführt und ist sogar kurz davor, ihn zu heiraten.
- Rotte no Omocha!: Die weibliche Hauptperson Rotte sowie die Tochter der männlichen Hauptfigur sind Succuben.
- Succubus ist der internationale Titel des deutschen Filmes Necronomicon – Geträumte Sünden von 1967.
- Der Film Serpent’s Lair (1995) handelt vom Succubus Lilith, der die Hauptfigur Tom verführen und töten will.
- Im Film Jennifer’s Body wird die Protagonistin, Jennifer Check, von einem Succubus besessen.